# Ichneumon incrassator
Ichneumon incrassator är en stekelart som beskrevs av Müller 1776. Ichneumon incrassator ingår i släktet Ichneumon och familjen brokparasitsteklar. Inga underarter finns listade i Catalogue of Life.